# Danuta Siedzikówna

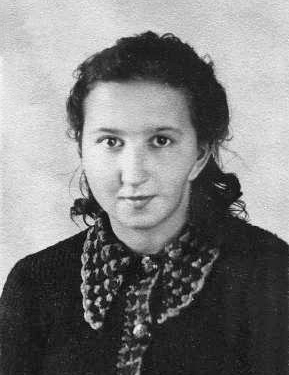
Danuta Siedzikówna

Danuta Helena Siedzikówna (auch Inka (Deckname), Danuta Obuchowicz (Falschname); * 3. September 1928 in Guszczewina bei Narewka, Powiat Bielsk Podlaski; † 28. August 1946 in Gdańsk) war eine polnische Krankenschwester in der im Powiat Białystok wiedergegründeten 4. Schwadron der 5. Wileńska-Brigade der Polnischen Heimatarmee. 1946 leistete sie mit der 1. Schwadron der Brigade „in Pommern“ (Woiwodschaft Großpommerellen) Dienst. 2006 wurde ihr posthum der Orden Polonia Restituta zuerkannt.

## Leben

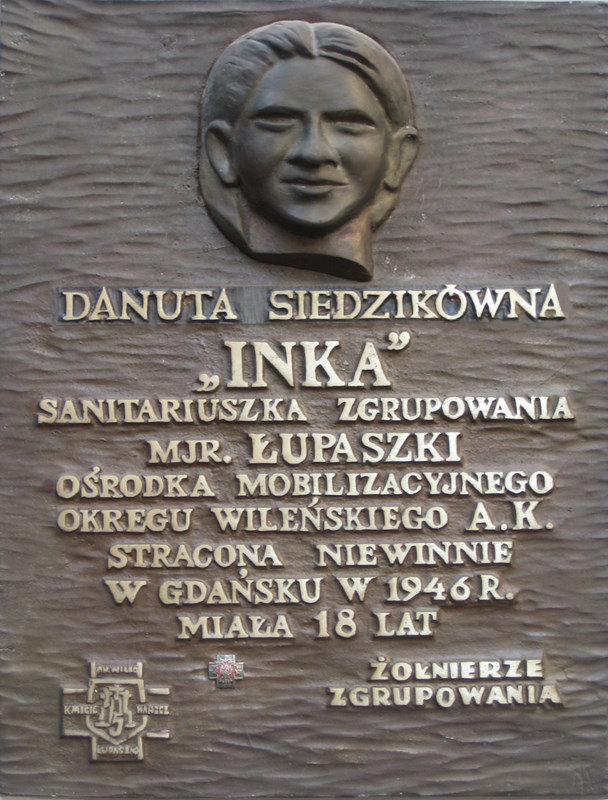
Gedenktafel für Danuta Siedzikówna in der Marienkirche, Danzig

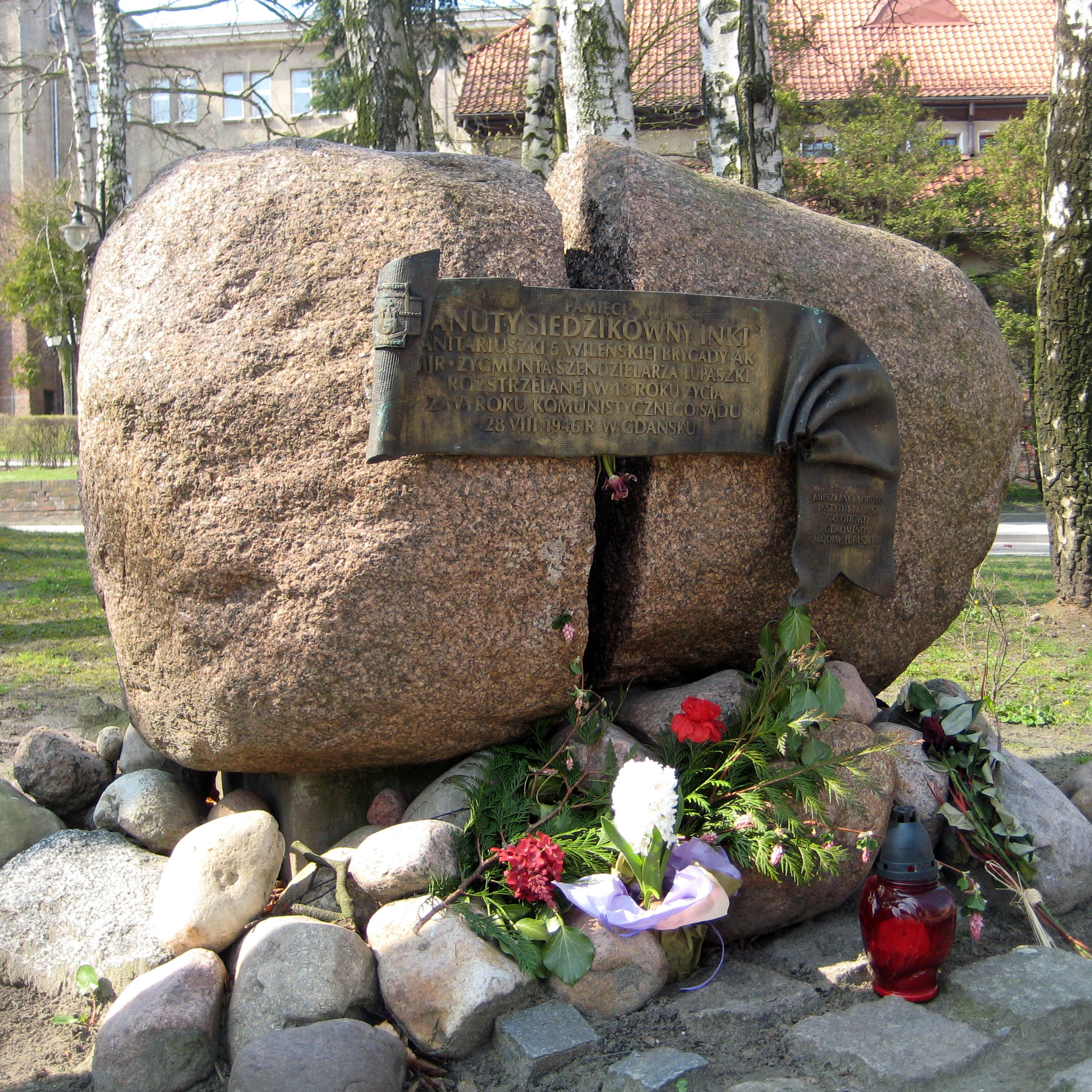
Gedenkstein für Danuta Siedzikówna in Sopot

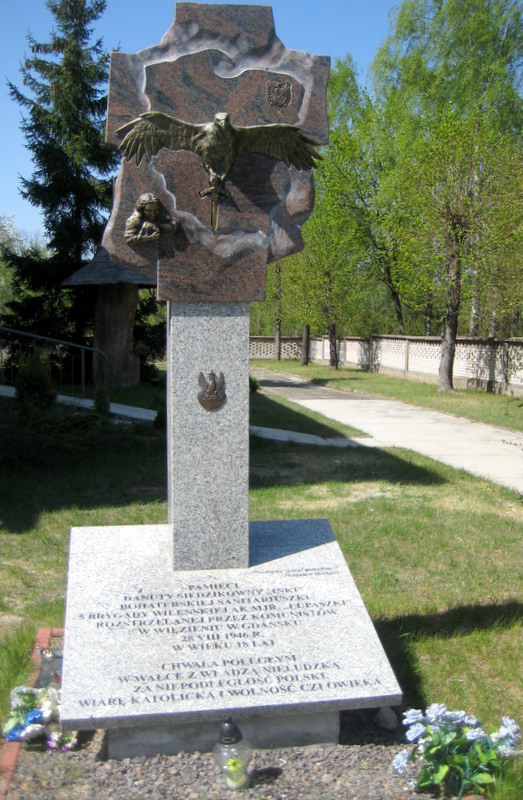
Gedenkstätte für Danuta Siedzikówna in Narewka

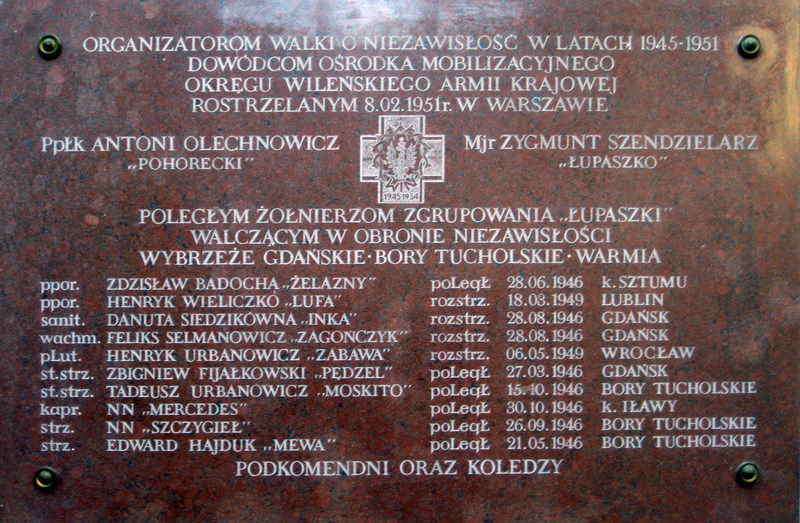
Gedenktafel für Soldaten der Heimatarmee in der Marienkirche in Danzig

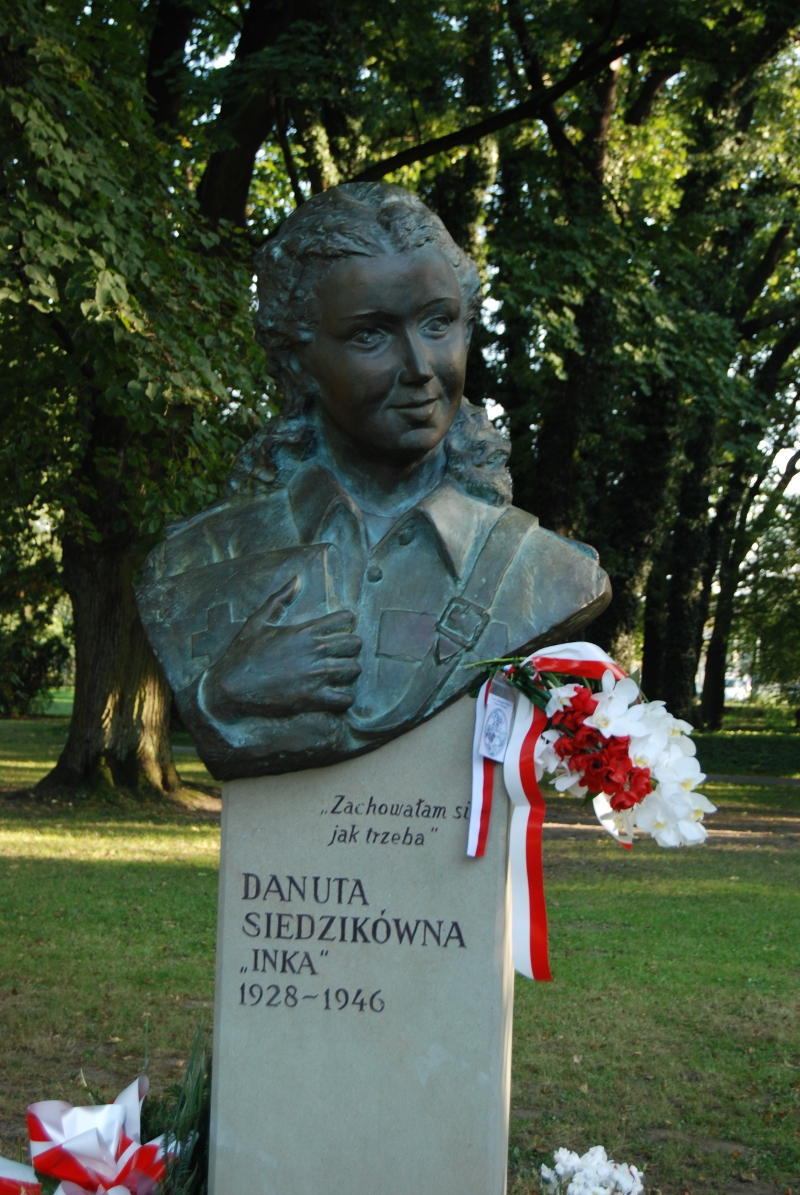
Gedenkstätte für Danuta Siedzikówna in Krakau

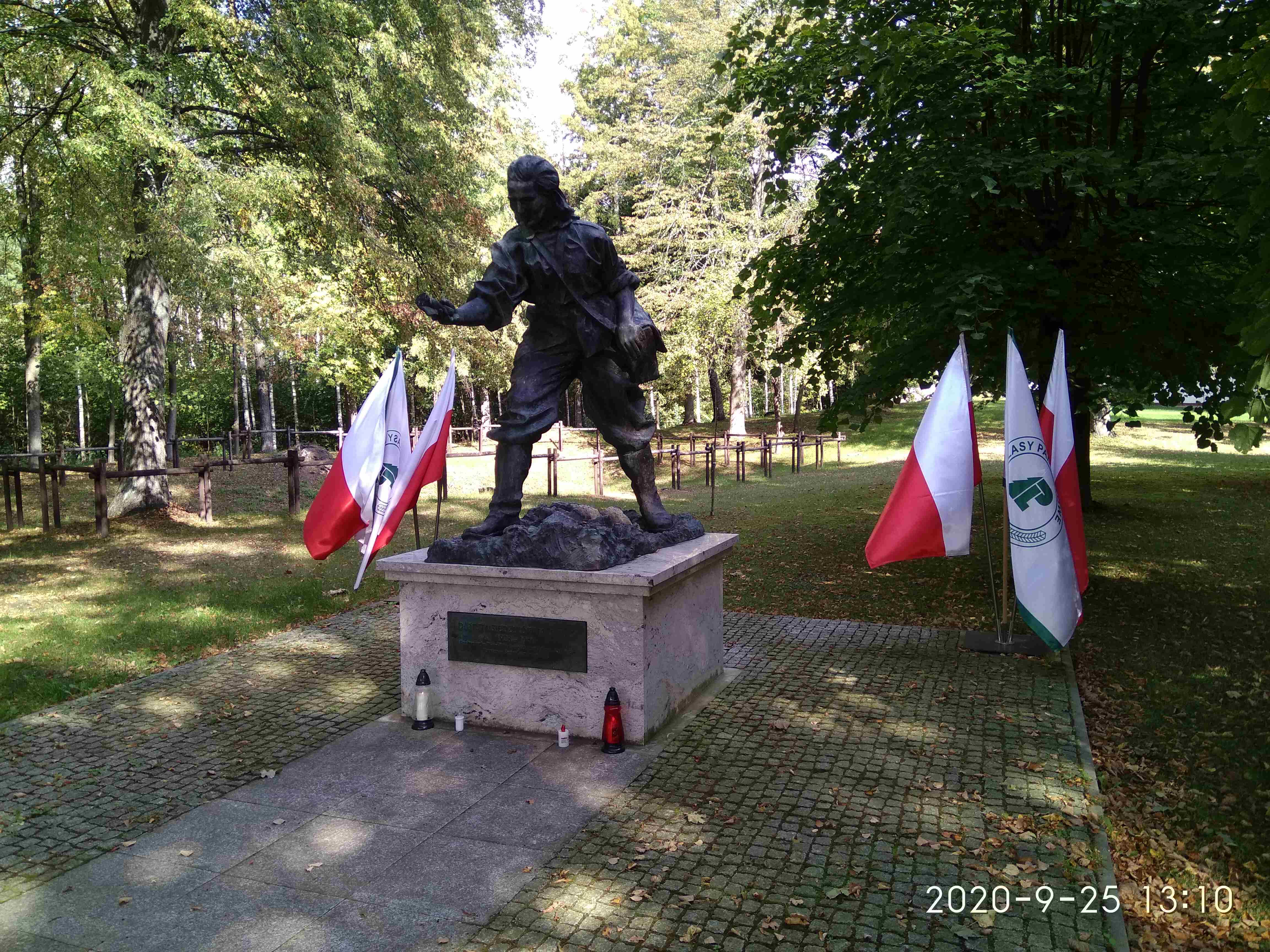
Gedenkstätte für Danuta Siedzikówna in Guszczewina

Siedzikówna wurde am 3. September 1928 im Dorf Guszczewina bei Narewka im Powiat Bielsk Podlaski geboren. Sie war die Tochter von Wacław Siedzik, Förster und Soldat der Anders-Armee, und der durch die Gestapo im September 1943 bei Białystok ermordeten Eugenia, einer geborenen Tymińska. Danuta Siedzikówna wuchs bis 1939 zusammen mit ihren Schwestern Wiesława (1927–2004) und Irena (?–1978) in dem Forsthaus in Guszczewina auf, von 1939 bis 1943 in Różanystok bei Dąbrowa Białostocka. Nach dem Tod ihrer Mutter gingen Danuta und Wiesława im Herbst 1943 oder Frühjahr 1944 ebenfalls zur Polnischen Heimatarmee (AK) und erhielten eine medizinische Schulung.
Nachdem Białystok von der Roten Armee erobert und die Besetzung durch die Wehrmacht damit beendet war, nahm Siedzikówna eine Tätigkeit als Angestellte der Forstverwaltung von Hajnówka auf.

### Im antikommunistischen Untergrund
Zusammen mit anderen Angestellten der Forstverwaltung wurde sie vom NKWD und der polnischen Geheimpolizei (UB) im Juni 1945 wegen Zusammenarbeit mit Kräften der antikommunistischen Untergrundbewegung Zrzeszenie Wolność i Niezawisłość (WiN) festgenommen (siehe Verstoßene Soldaten). Während eines Gefangenentransports wurde sie von einer Partisanengruppe der ehemaligen Polnischen Heimatarmee aus Wilna befreit, die in dieser Gegend aktiv war und unter dem Kommando von Stanisław Wołonciej („Konus“) stand, einem Mitarbeiter von Zygmunt Szendzielarz („Łupaszko“). „Konus“ brachte die befreiten Gefangenen in das Lager von „Łupaszko“, wo sich einige, darunter auch Siedzikówna, dieser Gruppe anschlossen. In der nachfolgenden Zeit arbeitete Siedzikówna zunächst in der Gruppe von „Konus“, später in der Gruppe von Leutnant Jan Mazur („Piast“) und dann bei Leutnant Marian Płuciński („Mścisław“) als medizinische Assistentin. Kurzzeitig war auch Leutnant Leon Beynar („Nowina“) ihr Vorgesetzter, der Vertreter von „Łupaszko“ und später unter dem Namen „Paweł Jasienica“ bekannt gewordene polnische Historiker und Schriftsteller. Während dieser Zeit nahm Siedzikówna ihren Decknamen „Inka“ an. Die Brigade „Łupaszko“ wurde im September 1945 aufgelöst und Siedzikówna nahm unter dem Falschnamen „Danuta Obuchowicz“ eine Tätigkeit bei der Forstverwaltung von Miłomłyn im Powiat Ostródzki auf. Auf Grund der Repressalien durch die Kommunisten wurde die Brigade im Januar 1946 wieder mobilisiert. Im Frühjahr 1946 kam Siedzikówna zur Gruppe von Oberleutnant Zdzisław Badocha („Żelazny“), der einen von Łupaszkos Verbänden führte. Nach dessen Tod übernahm Leutnant Olgierd Christa („Leszek“) die Kampfgruppe, er schickte Siedzikówna nach Gdańsk, um Nachschub an Verbandsmaterial abzuholen. Dort wurde sie am 20. Juli 1946 erneut von der polnischen Geheimpolizei festgenommen. Im Gefängnis weigerte sie sich auch unter Folter, ihre Kontaktpersonen zu den antikommunistischen Untergrundverbänden und die vereinbarten Treffpunkte preiszugeben.

### Gerichtsprozess und Todesurteil
Obwohl sie lediglich Krankenschwester war, wurde sie wegen aktiver Beteiligung an einem Angriff der Einheit von Łupaszko auf Funktionäre der polnischen Geheimpolizei UB und der polnischen Polizei Milicja Obywatelska bei dem Dorf Podjazy im Powiat Kartuski angeklagt. Ihr wurde vorgeworfen, sie habe einen Polizisten erschossen und anderen Partisanen Anweisungen erteilt. Die Zeugenaussagen der an dem Gefecht beteiligten Polizisten und Geheimpolizisten widersprachen sich, einige bestätigten, das sie geschossen und Anweisungen gegeben habe, andere widersprachen dem. Mieczysław Mazur, einer der Polizisten, sagte unter Eid aus, dass sie ihn medizinisch versorgt habe, als er in dem Gefecht von anderen Partisanen verwundet worden war. Widersprüchliche Aussagen im Prozess gab es auch zu dem Vorwurf gegen sie, sie habe verwundete Polizisten erschossen. Auf Grund der widersprüchlichen Zeugenaussagen und der Absurdität der Anklage kam selbst das Gericht mit Abschluss der Beweisaufnahme zu dem Ergebnis, dass sie sich nicht aktiv an dem Angriff beteiligt habe. Ohne Rücksicht auf ihr Alter, sie war zum Prozesszeitpunkt erst 17 Jahre alt, wurde sie zum Tode verurteilt. Bolesław Bierut, der Präsident der Volksrepublik Polen, weigerte sich, einem Gnadengesuch stattzugeben, das ihr Pflichtverteidiger für sie eingereicht hatte, das sie selber jedoch nicht unterschreiben wollte. Danuta Siedzikówna wurde am 28. August 1946, sechs Tage vor ihrem 18. Geburtstag, zusammen mit Feliks Selmanowicz („Zagończyk“) im Gefängnis von Gdańsk erschossen.
Die letzten Minuten ihres Lebens sind aus einem Bericht des Priesters Marian Prusak bekannt, der ihr („Inka“) und „Zagończyk“ den letzten Beistand gewährt hat. Nach seinen Angaben waren beide gefasst. Nachdem er ihr die Beichte abgenommen hatte, gab Siedzikówna ihm die Adresse ihrer Familie und bat ihn, sie über ihren Tod zu informieren. Die beiden wurden im Erdgeschoss des Gefängnisses an Holzpfähle gebunden, eine Augenbinde lehnten sie ab. Als der Staatsanwalt dem Exekutionskommando den Feuerbefehl erteilte, riefen beide zusammen Lang lebe Polen!. Danuta Siedzikówna war danach nicht sofort tot, so dass ihr Franciszek Sawicki, der anwesende Staatsanwalt selbst, den Gnadenschuss gab, was alle Angehörigen des Exekutionskommandos abgelehnt hatten.

### Nachwirkungen
Marian Prusak informierte die Familie von Danuta Siedzikówna über ihren Tod, doch sie hatten die Nachricht schon auf anderem Wege erhalten. Prusak wusste nicht, dass er von der polnischen Geheimpolizei beschattet wurde. 1949 wurde er deshalb wegen Spionage angeklagt und zu einer Gefängnisstrafe von drei Jahren und sechs Monaten verurteilt. Nach dem Ende der kommunistischen Herrschaft in Polen wurde Wacław Krzyżanowski, der Hauptankläger im Prozess gegen Danuta Siedzikówna, der die Todesstrafe gefordert hatte, in den Jahren 1993 und erneut 2001 wegen zweier Justizmorde angeklagt. In beiden Fällen wurde er für unschuldig erklärt, sein Argument war jeweils, dass er nur am Rande mit den jeweiligen Fällen befasst gewesen wäre.

## Ehrungen

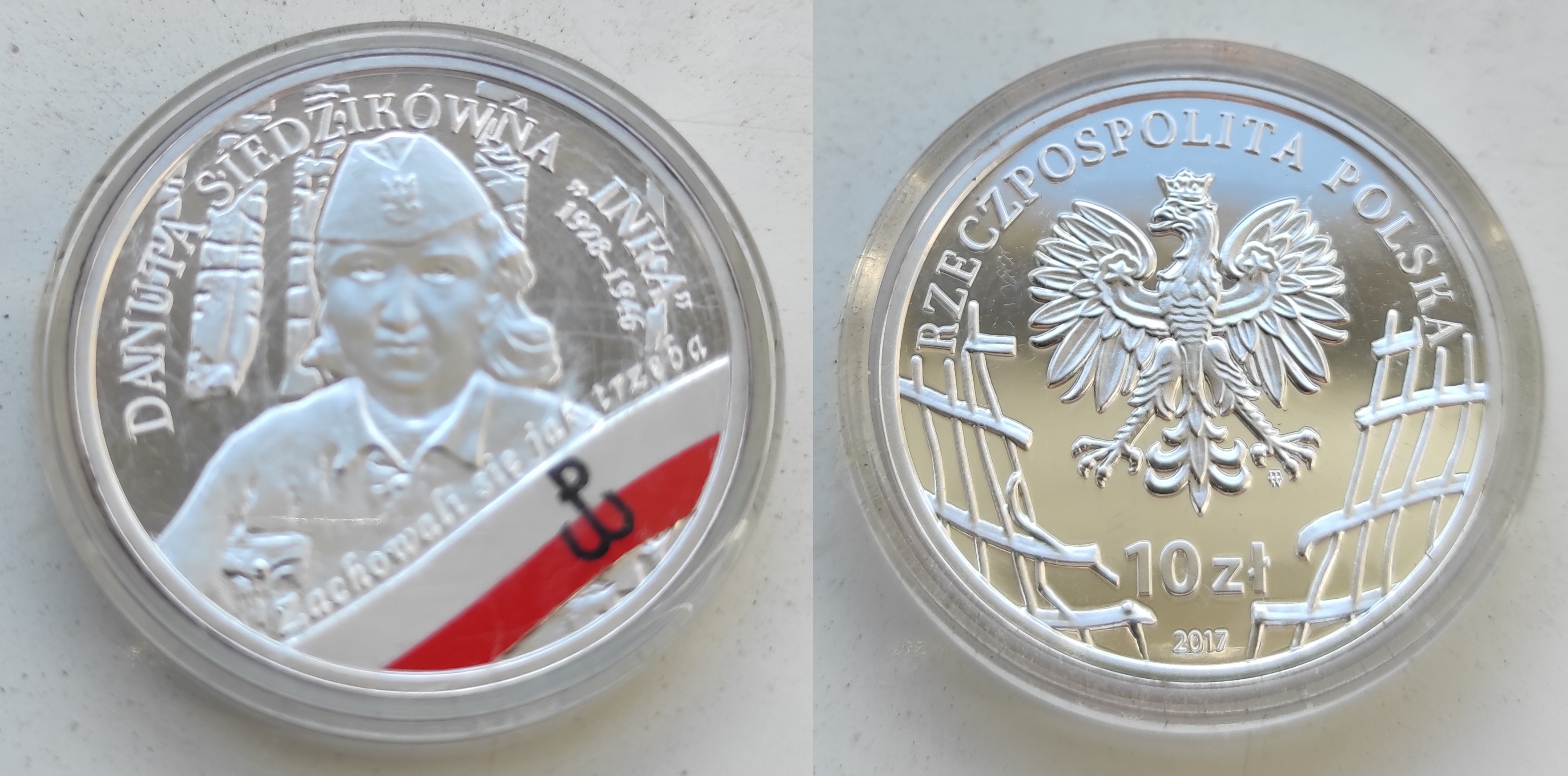

Am 11. November 2006 verlieh der polnische Präsident Lech Kaczyński Danuta Siedzikówna posthum den Orden Polonia Restituta.

### Patronat
- Park im. sanitariuszki Inki in Sopot,
- Grundschule in Podjazy bei Sulęczyno, Powiat Kartuski, Woiwodschaft Pommern
- Gymnasium nr 2 in Ostrołęka in der Woiwodschaft Masowien
- die Danuta Siedzikówna „Inka“ allgemeinbildende Oberschule Nr. I in Breslau
- 3 Sokólska Drużyna Wędrownicza ZHP
- 44 Mazowiecka Drużyna Harcerek "Kasjopea" ZHR in Warschau
- 1 Ostrołęcka Drużyna Harcerek "Ignis" ZHR
- 37 Gdyńska Drużyna Harcerek "Biedronki" ZHR
- 95 Tomaszowska Drużyna Harcerek "SZAROTKA" ZHP, Hufiec ZHP in Piotrków Trybunalski

### Gedenkstätten
- Gedenktafel in der Marienbasilika, Danzig
- Denkmal im Park imienia Sanitariuszki Inki, Sopot
- Denkmal neben der Pfarrkirche in Narewka bei Hajnówka
- Symbolisches Grab auf der Garnisonfriedhof, Danzig
- Denkmal in Park dr. H. Jordana in Krakau 15 09 2012

## Filme
Die Lebensgeschichte der Widerstandskämpferin wurde bereits mehrfach verfilmt.
2006 erschien der Spielfilm „Inka 1946 – Ja jedna umrę“ von Natalia Korynckia-Gruz mit Karolina Kominek-Skuratowicz in der Titelrolle.